# NGC 727
NGC 727 (другие обозначения — NGC 729, ESO 354-10, MCG -6-5-12, PGC 7027) — спиральная галактика с перемычкой (SBab) в созвездии Печь.
Этот объект занесён в новый общий каталог несколько раз, с обозначениями NGC 727, NGC 729.
Этот объект входит в число перечисленных в оригинальной редакции «Нового общего каталога».